# Goebel Reeves
Goebel Leon Reeves (* 9. Oktober 1899 in Sherman, Texas; † 26. Januar 1959 in Long Beach, Kalifornien)  war ein US-amerikanischer Country- und Folksänger. Er war einer der führenden frühen Vertreter des Blue Yodeling und nahm zwischen 1929 und 1935 ca. 88 Lieder auf.

## Leben
Reeves wuchs als Sohn eines texanischen Regierungsbeamten in Austin auf, entstammte also der amerikanischen Mittelklasse, die er aber selbst eher scheute: Er lebte den größten Teil seines Lebens als Hobo  – und trat auch häufig unter einem entsprechenden Bühnennamen auf: The Texas Drifter. Die Lebensweise der Unterprivilegierten faszinierte ihn früh, er fühlte sich von der Welt der Menschen angezogen, die vor allem auf Güterzügen durch das Land zogen. So wurde der nur zwei Jahre ältere Jimmie Rodgers sein Vorbild. Reeves behauptete, Rodgers das Jodeln beigebracht zu haben – und tatsächlich konnte Reeves vor allem die Traurigkeit des Jodelns wie kaum ein anderer transportieren.
Das musikalische Talent hatte er von seiner Mutter, die ihm das Klavierspiel und Gesang beibrachte. 1917 ging Reeves zur Armee und wurde im Ersten Weltkrieg in Europa angeschossen. 1921 wurde er ausgemustert und beschloss, fortan als Vagabund seinen Lebensunterhalt mit dem Singen zu verdienen. Nach einem Kurzaufenthalt in der Handelsmarine machte er 1929 seine ersten Aufnahmen. Nun trat er als Texas Drifter, als George Riley, the Yodeling Rustler oder als The Broadway Wrangler auf. Sein Hobo-Leben brachte ihn in alle Teile der Staaten und bis nach Kanada; gelegentlich nahm er ein paar Songs auf oder tauchte in Radiosendern auf. 1938 machte er seine letzten Aufnahmen für ein Studio in Hollywood – es waren allerdings in erster Linie Rezitationen und Gedichte. Kurz danach, also Ende der Dreißigerjahre, ging Reeves wieder zur Handelsmarine. Einige Zeit verbrachte er in Japan. Während des Zweiten Weltkriegs war in Sachen Truppenunterhaltung unterwegs; seine inzwischen erworbenen Japanischkenntnisse brachten ihm schließlich einen Job bei der US-Regierung ein: Er half in Umsiedlungslagern aus, in denen japanischstämmige Amerikaner interniert waren. 1959 starb Goebel Reeves in einem Veteranenkrankenhaus in Kalifornien.

## Musik
Goebel Reeves stand unter dem Einfluss von Jimmie Rodgers und klang auch sehr stark nach dem Singing Brakeman: Reeves jodelte praktisch immer und sang über Vagabunden, Straßen und Güterzüge. Von seinen eigenen Songs wurde vor allem Hobo's Lullaby in der Version von Woody Guthrie bekannt; auch dessen Sohn Arlo, Danny Kyle, Emmylou Harris, Joan Baez und manche andere nahmen den Song auf. Weitere bekannte Lieder waren The Wayward Son, The Drifter und The Tramp's Mother. 1994 veröffentlichte das deutsche Label Bear Family die CD Hobo's Lullaby – und damit alle 26 Songs, die Goebel Reeves in seinem Leben aufgenommen hat, auf einer einzigen CD.